# Linda Loredo
Herlinda Loredo, detta Linda (Tucson, 20 giugno 1907 – Los Angeles, 11 agosto 1931), è stata un'attrice statunitense di origini messicane.

## Biografia
Nacque nel territorio dell'Arizona. Entrò nel cinema nel 1927, interpretando Carmen nel serial muto in dieci puntate Heroes of the Wild, ma la sua carriera divenne unica con l'avvento del sonoro, collaborando principalmente con Hal Roach.
Apparve in quattro cortometraggi di Stanlio e Ollio, come Un salvataggio pericoloso, che venne distribuito dopo la sua morte. Interpretò inoltre il ruolo della moglie sia per Stanlio che per Ollio, nei diversi metraggi dove partecipò, esattamente come fece anche l'attrice Isabelle Keith.
Linda Loredo entrò nel Queen of Angels Hospital l'11 giugno 1931, per un'appendicectomia d'urgenza e due mesi dopo morì di peritonite, all'età di 24 anni; è stata sepolta al Calvary Cemetery di Los Angeles.

## Filmografia

### Lungometraggi
- Heroes of the Wild, regia di Harry S. Webb (1927)
- La bufera (After the Storm), regia di George B. Seitz (1928)
- Politiquerías, regia di James W. Horne (1931)
- El alma de la fiesta, regia di James W. Horne (1931)
- Los calaveras, regia di James Parrott, James W. Horne (1931)

### Cortometraggi
- Great Gobs, regia di Warren Doane (1929)
- La vida nocturna, regia di James Parrott (1930)
- Radiomanía, regia di James Parrot (1930)
- La estación de gasolina, regia di Harry Langdon (1930)[3]
- El jugador de golf, regia di Edgar Kennedy  (1930)
- ¡Pobre Infeliz!, regia di (1930)
- La señorita de Chicago, regia di James Parrott (1931)
- Un salvataggio pericoloso (Come Clean), regia di James W. Horne (1931)